# عبدالمحمد رستاد
عبدالمحمد رستاد (زادهٔ ۱۳۳۲ در داراب) نمایندهٔ حوزهٔ انتخابیهٔ داراب و زرین‌دشت در دورهٔ هفتم مجلس شورای اسلامی بوده‌است. وی پیش‌تر در دورهٔ پنجم نیز عضو این مجلس بود. او در تاریخ پنجم فروردین ۱۳۹۶ امامجمعه جدید زرین دشت شد.